# QY de la Popa
QY de la Popa (QY Puppis) és un estel variable en la constel·lació de la Popa, la popa del Argo Navis. Es troba aproximadament a 1850 anys llum de distància del Sistema Solar.
QY de la Popa és una supergegant taronja de tipus espectral K2Iab. Té una temperatura superficial de 4304 ± 34 K i una lluminositat bolomètrica —que inclou una important quantitat d'energia emesa en l'infraroig— gairebé 2500 vegades major que la del Sol. Té un radi 420 vegades més gran que el radi solar, la qual cosa equival a 1,96 ua; si estigués en el lloc del Sol la seva superfície s'estendria més enllà de l'òrbita de Mart. La seva metal·licitat —abundància relativa d'elements més pesats que l'heli— és superior a la del Sol en un 32 % ([Fe/H] = +0,12). Té una massa aproximada 6,2 vegades major que la massa solar.
QY de la Popa és una variable semiregular de classe SRD, entre les quals es troba R Puppis, en aquesta mateixa constel·lació. La lluentor de QY Puppis varia entre magnitud aparent +6,24 i +6,71, no existint període conegut.